# 660년

## 연호
- 당(唐) 현경(顯慶) 5년

## 기년
- 당(唐) 고종(高宗) 11년
- 신라(新羅) 태종무열왕(太宗武烈王) 7년
- 고구려(高句麗) 보장왕(寶臧王) 19년
- 백제(百濟) 의자왕(義慈王) 20년 / 풍왕 (豊王) 원년

## 사건
- 음력 2월부터 음력 6월까지 백제에는 불길한 기운이 여러 번 나타났다. (→ 신라의 백제 정벌)
- 황산벌 전투
- 관창, 계백 전사
- 7월 9일(음력 5월 26일) 신라의 군대가 출진함을 시작으로  신라와 당이 백제를 정벌하여, 백제는 8월 29일(음력 7월 18일)  31대 677년 만에 멸망하였다.
- 백제 부흥군에 의해 32대 왕 부여풍 즉위
- 첫 번째 이슬람 칼리파 왕조인 우마이야 왕조 시작하다.

## 문화
백제가 멸망하였다.

## 사망
- 남부여(南扶余) 최후(崔後)의 국왕(國王) 의자왕(義慈王)
- 8월 20일 -남부여(南扶余)의 무신(武臣) 계백(階伯)
- 남부여(南扶余)의 문신(文臣) 상영(常永)
- 신라(新羅)의 화랑(花郞 관창(官昌)
- 신라(新羅)의 화랑(花郞) 반굴(盤屈)
- 신라(新羅)의 문신(文臣) 금강(金剛)

## 참고 문헌
- 김부식 (1145), 《삼국사기》  〈권28 백제본기 제육(百濟本紀第六) 의자왕(위키문헌 번역본)〉  /(국사편찬위원회 > 한국사데이타베이스 번역본)